# Fran Karačić
Fran Karačić (* 12. Mai 1996 in Zagreb) ist ein australisch-kroatischer Fußballspieler. Er war kroatischer U21-Nationalspieler, bevor er sich entschied, für die australische A-Nationalmannschaft zu spielen.

## Karriere

### Verein
Fran Karačić, dessen Vater in Australien auf die Welt kam, war bis Anfang des Jahres 2008 bei NK Kustošija Zagreb aktiv, bevor er innerhalb der Stadt zu NK Zagreb wechselte. Ungefähr ein halbes Jahr später kehrte er zu seinem ehemaligen Verein zurück und blieb dort bis 2012, ehe er sich Lokomotiva Zagreb anschloss. Knappe drei Jahre später, im Februar 2015, wurde Karačić an den Zweitligisten NK Lučko verliehen, wo er am 1. April 2015 beim 0:1 im Ligaspiel gegen HNK Cibalia Vinkovci sein Debüt im Herrenbereich außerhalb von Freundschaftsspielen gab. Insgesamt absolvierte er acht Einsätze, ehe der Leihvertrag auslief und er zu Lokomotiva Zagreb zurückkehren musste. Angekommen bei seinem Jugendverein, verlief die Saison 2015/16 für Fran Karačić schwierig und er absolvierte in seiner ersten Spielzeit in der höchsten kroatischen Spielklasse lediglich zehn Einsätze, wobei er in nahezu allen Partien durchgespielt hatte. Auch die folgende Saison verlief für den gebürtigen Zagreber eher unbefriedigend, ehe er im Laufe der Spielzeit einen Stammplatz in der Abwehr der Mannschaft erarbeitete. In dieser Saison spielte Lokomotiva Zagreb international und trat in der Qualifikation zur UEFA Europa League an, wo die Zagreber in den Play-offs gegen KRC Genk ausschieden. In der Saison 2017/18 kam Karačić regelmäßiger zum Einsatz, wobei gegen Ende der Hinrunde und Anfang der Rückrunde kein Spiel absolvierte. Mit seinem Verein erreichte er im kroatischen Pokal das Halbfinale, wo Hajduk Split, zusammen mit Dinamo Zagreb – der Stadtrivale von Lokomotiva – eines der größten kroatischen Vereine, Endstation bedeutete. Die Saison 2018/19 bedeutete dann für Karačić der Durchbruch, als er in lediglich vier Partien ohne Einsatz blieb und zudem die Mannschaft in den meisten Spielen als Kapitän anführte. Dabei wurde er zumeist als rechter Außenverteidiger eingesetzt. In der Saison 2019/20 erreichte Fran Karačić mit Lokomotiva Zagreb das Finale im kroatischen Pokal, wo die Mannschaft gegen HNK Rijeka verlor.
In der Winterpause der Saison 2020/21 wechselte er nach Italien zum Zweitligisten Brescia Calcio. Zunächst als rechter Mittelfeldspieler eingesetzt, lief Karačić später als rechter Außenverteidiger auf und kam in der Rückrunde zu insgesamt 15 Einsätzen. Dabei qualifizierte sich Brescia Calcio für die Play-offs um den Aufstieg in die Serie A, in denen in der ersten Runde AS Citadella Endstation bedeutete.

### Nationalmannschaft
Fran Karačić war kroatischer U21-Nationalspieler und lief am 31. August 2017 beim 3:0-Sieg im EM-Qualifikationsspiel gegen Moldawien erstmals für die höchste kroatische Juniorenauswahl auf. Für diese Altersklasse absolvierte er acht Partien und schoss zwei Tore. Der 4:0-Sieg im Rückspiel gegen die Moldawier am 27. März 2018 war das letzte Spiel von Karačić für die U21 der Kroaten.
Später entschied er sich, künftig für die australische A-Nationalmannschaft zu spielen und debütierte am 3. Juni 2021 beim 3:0-Sieg gegen den Kuwait in der Gruppenspiel in der zweiten Runde der asiatischen WM-Qualifikation für die Socceroos. Acht Tage später gelang Fran Karačić beim 3:0-Sieg gegen Nepal sein erstes Tor für die Australier.